# Otakou
Le village d’ Otakou se situe dans les limites de la ville de Dunedin, dans l’Île du Sud de la Nouvelle-Zélande.

## Situation
Il est localisé à 25 kilomètres du centre de la cité et à l’extrémité est de la péninsule d'Otago, tout près de l’entrée d'Otago Harbour.

## Toponymie
Bien qu’il s’agisse d’un petit village de pêcheurs, Otakou est important dans l’histoire de la région d’Otago pour plusieurs raisons.
Le nom d’'Otakou est considéré venant du mot maori signifiant « village unique » ou « place de la terre rouge ».
Avant la standardisation de l’orthographe maorie dans les années 1840, le nom était écrit comme Otago, reflétant sa prononciation dans le dialecte local maori du sud.
Cette forme pré-standardisation fut adoptée par les colons Européens comme le nom de toute la région environnante, la région d’Otago et l’erreur commune comme la corruption européenne d'Otakou .
Le nom original fait référence au canal situé en dehors de « Wellers Rock » mais fut transféré vers le bas du port comme un tout : le port, la proximité du village maori et le campement de chasseur de baleine des Weller brothers (en), un des plus anciens villages européens, qui a été fondé en 1831.
Les vieux noms maoris pour les villages étaient Te Ruatitiko, Tahakopa, Omate et Ohinetu.
Otakou était aussi probablement la city of Otago brûlée par le  Capitaine Kelly (en) en décembre 1817 durant l’incident dit de Sophia  , .  

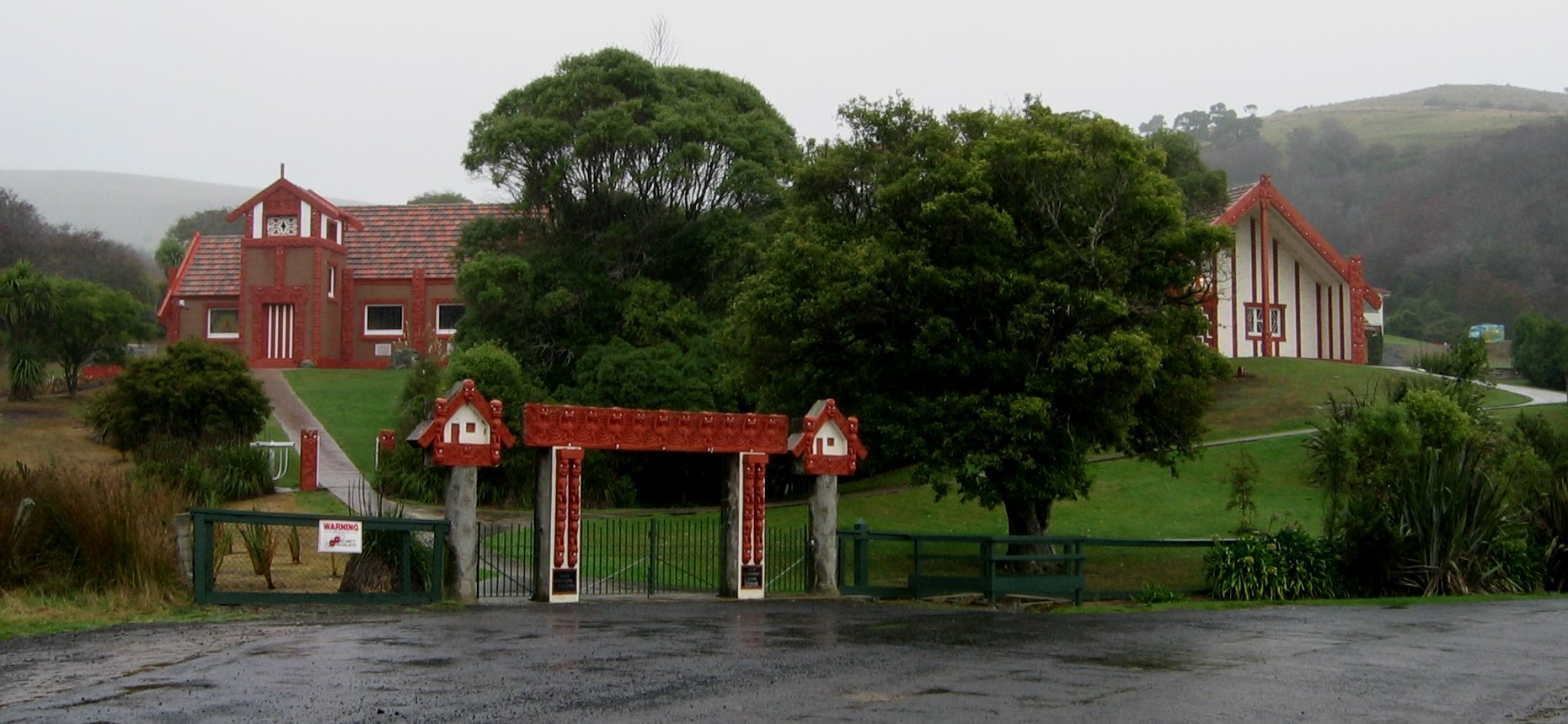
Le marae d’Ōtākou

## Histoire
Avant l’arrivée des colons Européens, la place était un village important du peuple maori, et est toujours le site du XIXe siècle le plus important des marae de la région d’Otago, correspondant à trois iwi du peuple maori : les Ngāi Tahu, les Ngāti Māmoe (en) et les Waitaha mêlés en une seule entité tribale.
Le Traité de Waitangi fut signé aux alentours de 1840 sur le H.M.S Herald par deux chefs importants qui étaient les descendants des trois tribus. [citation nécessaire].
Actuellement, Ōtākou reste un centre important de la vie des Ngāi Tahu.

## Géographie
Ōtākou est localisé tout près de Taiaroa Head, le site d’une colonie d’albatros et d’autres espèces de la vie sauvage, telles que les phoques et les pingouins.
Les Maoris locaux appellent toujours Taiaroa Head par son nom originel de Pukekura, qui fut aussi le nom d’un pā établi ici vers les années 1750 et toujours occupé par les Maoris en 1840, avant que les terres ne soient prises par le Gouvernement sous l’action du Ministère des Travaux Publics dans le cadre du WaitahaPublic Works Act pour la construction d’un phare et de fortifications utilisées durant la menace de la Russie de 1880.

## Autres lectures
Dann, C. & Peat, N. (1989).  Dunedin, North and South Otago. Wellington, NZ: GP Books.  (ISBN 0-477-01438-0).
- Entwisle, Peter. (1998) Behold the Moon, the European Occupation of the Dunedin District 1770-1848'. Dunedin, NZ: Port Daniel Press.  (ISBN 0-473-05591-0)
- Goodall, M. & Griffiths, G. (1980).  Māori Dunedin. Dunedin, NZ: Otago Heritage Books.

- New Zealand Gazetteer